# Bánh mì

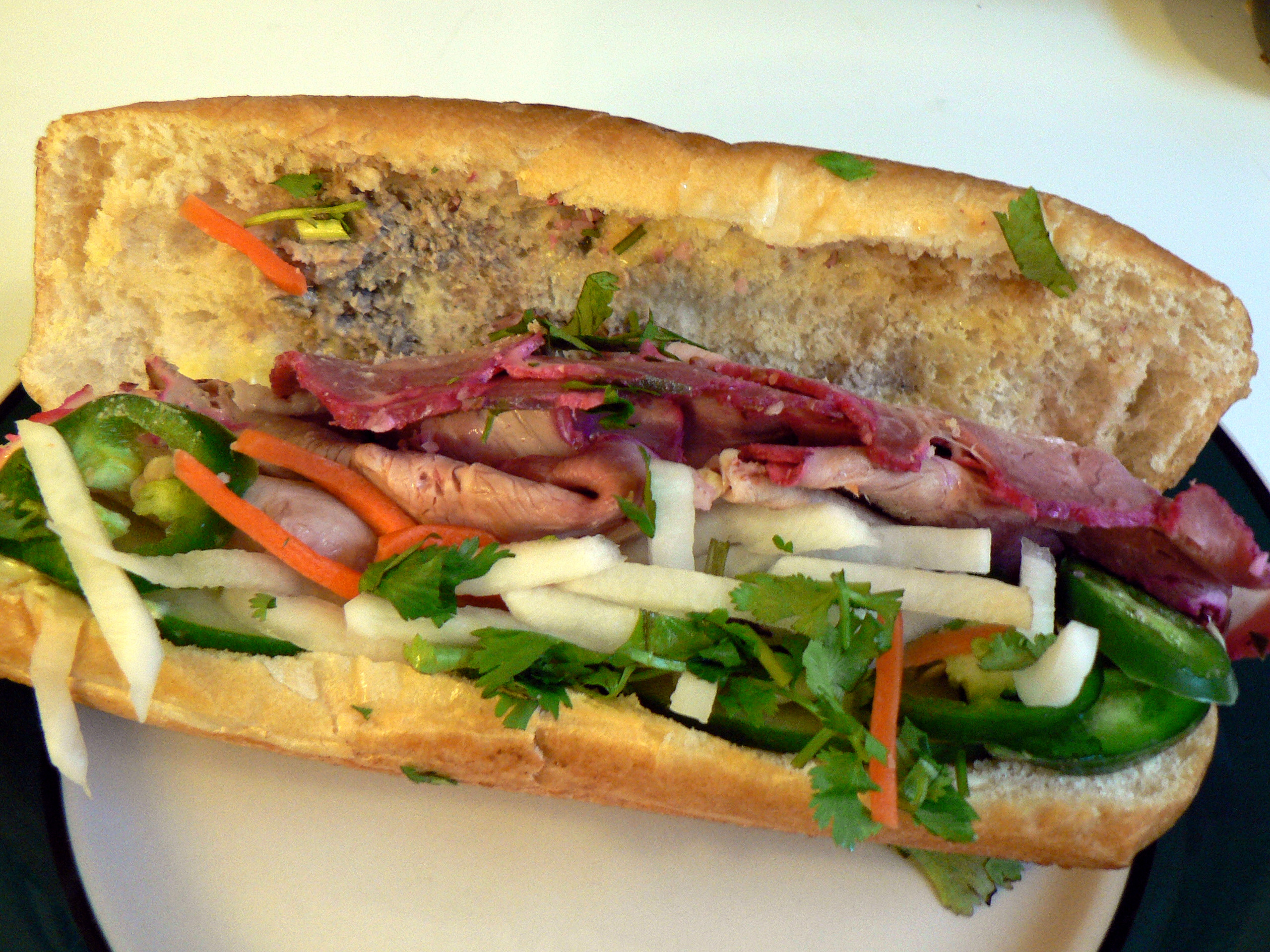
Detalle de un bánh mì mostrando su interior.

El bánh mì es un bocadillo típico de la cocina vietnamita elaborado con una baguette de pan blanco y harina de arroz. El bocadillo contiene algunos encurtidos de zanahorias, daikon, cebollas, cilantro, y bien carne o tofu. Los rellenos más populares del bánh mì incluyen cerdo, paté, pollo y chicharros. El contraste de sabores y texturas es una de las características de este bocadillo, así como su bajo coste, lo que lo convierte en un alimento muy popular de Vietnam.
Bánh mì también hace referencia al pan con que se realiza el bocadillo, una baguette suave en el interior y con una corteza fina y crujiente.

## Características y variantes

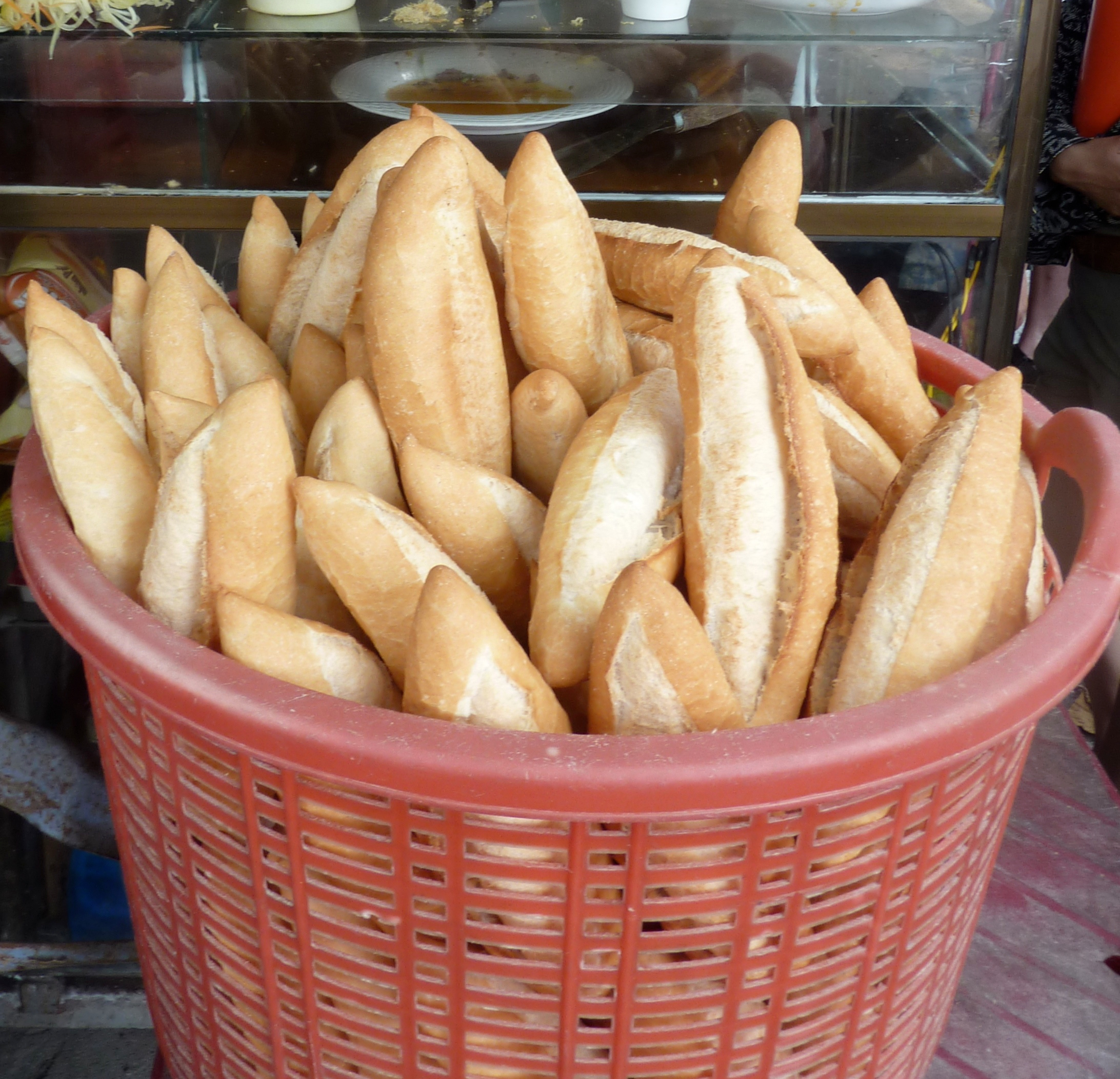
Baguettes utilizadas para realizar el sándwich bánh mì.

Los bánh mì comparten una serie de ingredientes básicos: carne, zanahoria y daikon encurtidos, chile, pepino y cilantro como relleno de una baguette untada con mayonesa y paté. A esto se le puede agregar paté, jamón, queso, albóndigas, huevo, tofu, entre otros ingredientes. La versión vegetariana es también conocida como bánh mì chay.

## Historia
El bánh mì tiene sus orígenes en la ocupación francesa de Vietnam. Se realizaba con baguettes de trigo rellenas con paté, carnes, queso y vegetales. Conocido inicialmente como "sándwiches franceses", la adaptación vietnamita consistió principalmente en la incorporación de ingredientes autóctonos, como encurtidos, tofu, hierbas y especias, además de agregar harina de arroz a la realización de la baguette con el fin de hacerla más esponjosa. Esto permitió abaratar los costos y se convirtió, así, en una comida popular y barata para los trabajadores pobres.
A partir de la década de 1950, el bánh mì se hizo popular en las comunidades de estudiantes vietnamitas emigrados en Francia. Tras el fin de la Guerra de Vietnam, en 1975, la ola inmigratoria vietnamita hacia Estados Unidos trajo consigo el bocadillo, que fue adaptándose a la cultura receptora.